# Kirke Skensved Sogn

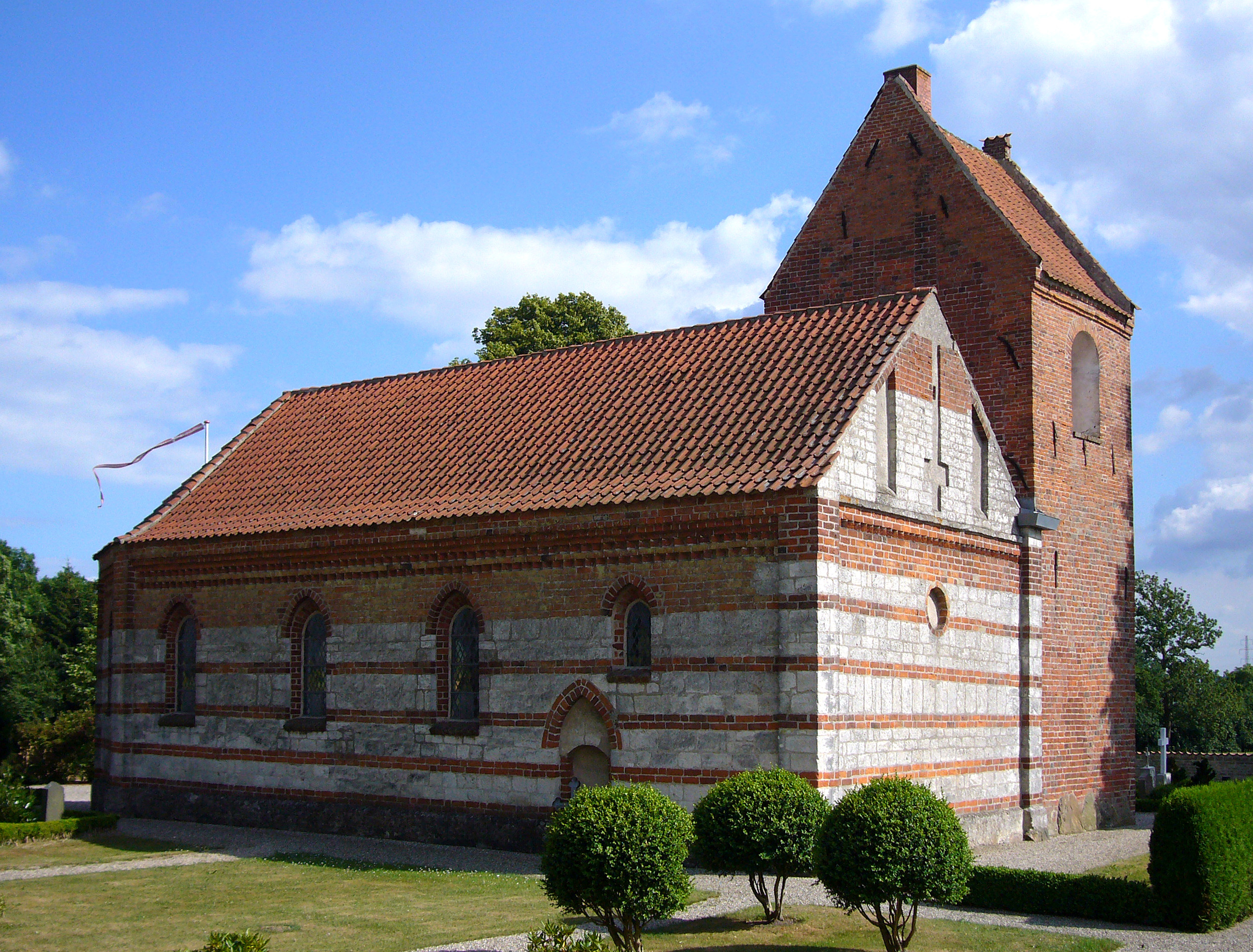
Kirke Skensved Kirke

Kirke Skensved Sogn ist eine Kirchspielsgemeinde (dän.: Sogn) in der Gemeinde Solrød im Vorortbereich der dänischen Hauptstadt Kopenhagen. Bis 1970 gehörte sie zur Harde Tune Herred im damaligen Roskilde Amt. Mit der Auflösung der Hardenstruktur wurde das Kirchspiel in die Kommune Solrød aufgenommen, diese blieb mit der Kommunalreform zum 1. Januar 2007 unverändert, gehört aber seitdem zur Region Sjælland.
Am 1. Januar 2023 lebten 343 Einwohner im Kirchspiel. Auf dem Gebiet des Kirchspiels liegt die „Kirke Skensved Kirke“.
Nachbargemeinden sind im Norden Havdrup, im Osten Jersie, im Süden auf dem Gebiet der Køge Kommune das Kirchspiel Højelse und im Westen auf dem Gebiet der Roskilde Kommune das Kirchspiel Ørsted.